# Маркуш, Нелсон
Нелсон Маркуш (полное имя Не́лсон Аугу́шту Тома́р Ма́ркуш, порт. Nélson Augusto Tomar Marcos; 10 июня 1983, Сал, Кабо-Верде) — португальский футболист, игравший на позиции защитника.

## Клубная карьера
Нелсон начинал профессиональную карьеру в клубах низших португальских лиг «Вилановенсе» и «Салгейруш». С 2004 года он играл за клуб высшего дивизиона «Боавишта», в 2005 году за 1,5 миллиона евро перешёл в «Бенфику», в августе 2008 года за 6 миллионов евро перешёл в испанский «Реал Бетис».

## Международная карьера
В декабре 2005 года Нелсон получил португальское гражданство. Выступал за молодёжную сборную Португалии на чемпионате Европы среди молодёжных команд 2006, сыграл там 2 матча.
31 марта 2009 года Нелсон сыграл первый матч за главную сборную Португалии, в товарищеской игре против Южной Африки. До 2012 года он провёл ещё 3 матча.